# Mateja Svet
Mateja Svet, née le 16 août 1968 à Ljubljana, est une ancienne skieuse alpine yougoslave, d'origine slovène.

## Palmarès

### Jeux olympiques
| Épreuve / Édition | Sarajevo 1984 | Calgary 1988 |
| ----------------- | ------------- | ------------ |
| Géant             | -             | 4e           |
| Slalom            | 15e           | Argent       |

### Championnats du monde
| Épreuve / Édition | Bormio 1985 | Crans Montana 1987 | Vail 1989 |
| ----------------- | ----------- | ------------------ | --------- |
| Super-G           | -           | Bronze             | -         |
| Géant             | 13e         | Argent             | Bronze    |
| Slalom            | -           | Bronze             | Or        |
| Combiné           | -           | -                  | 4e        |

### Coupe du monde
- Meilleur résultat au classement général : 6e en 1988 et 1989
  - Vainqueur de la coupe du monde de géant en 1988
  - 7 victoires : 6 géants et 1 slalom
  - 22 podiums

#### Différents classements en Coupe du monde
| Année/Classement | Général | Général | Slalom | Slalom | Géant  | Géant  | Super-G | Super-G | Combiné | Combiné |
| Année/Classement | Class.  | Points  | Class. | Points | Class. | Points | Class.  | Points  | Class.  | Points  |
| ---------------- | ------- | ------- | ------ | ------ | ------ | ------ | ------- | ------- | ------- | ------- |
| 1984             | 86e     | 1       | 40e    | 1      | -      | -      | -       | -       | -       | -       |
| 1985             | 31e     | 40      | 30e    | 7      | 18e    | 33     | -       | -       | -       | -       |
| 1986             | 7e      | 159     | 9e     | 49     | 3e     | 84     | 16e     | 19      | 30e     | 7       |
| 1987             | 7e      | 126     | 9e     | 55     | 6e     | 51     | 11e     | 27      | -       | -       |
| 1988             | 6e      | 167     | 8e     | 56     | 1re    | 87     | 10e     | 24      | -       | -       |
| 1989             | 6e      | 154     | 8e     | 40     | 2e     | 106    | -       | -       | 13e     | 8       |
| 1990             | 7e      | 140     | 12e    | 51     | 2e     | 89     | -       | -       | -       | -       |

#### Détail des victoires
| Édition / Épreuve | Géant                  | Slalom        | Total |
| 1986              | Vysoké Tatry Bromont   | -             | 2     |
| 1988              | Kranjska Gora Saalbach | Kranjska Gora | 3     |
| 1990              | Maribor Veysonnaz      | -             | 2     |
| Total             | 6                      | 1             | 7     |